# 30 Lupi
30 Lupi (b Lupi) é uma estrela na direção da Lupus. Possui uma ascensão reta de 14h 47m 01.31s e uma declinação de −52° 22′ 59.9″. Sua magnitude aparente é igual a 5.22. Considerando sua distância de 259 anos-luz em relação à Terra, sua magnitude absoluta é igual a 0.72. Pertence à classe espectral G6III.